# Джак Кътмор-Скот
Джак Кътмор-Скот (на английски: Jack Cutmore-Scott) е английски актьор, учил в Харвард и известен с ролята си в телевизионния сериал „Ръководство по оживяване на Купър Барет“. Той също така играе ролята на Руфъс Савил във филма Kingsman: Тайните служби от 2014 г. На 11 март 2018 г. Скот с американски акцент играе илюзиониста Камерън Блек, превърнал се в консултант на ФБР, в телевизионния сериал „Измама“. Скот също така играе и идентичния близнак на Камерън, Джонатан. „Измама“ започва да се излъчва същата вечер и в Канада.